# Ilmtal
Ne pas confondre avec Ilmtal-Weinstraße dans l'arrondissement du Pays-de-Weimar
Ilmtal est une ancienne commune allemande de l'arrondissement d'Ilm, Land de Thuringe.

## Géographie
La commune est issue de la fusion de plusieurs villages. Elle forme un U autour de la ville de Stadtilm et peut être divisée en quatre régions. Au nord-est, Dienstedt, Oesteröda, Großhettstedt et Kleinhettstedt se trouvent dans la vallée de l'Ilm. Ils formaient l'ancienne municipalité de Dienstedt-Hettstedt. Au sud-est, les villages de Großliebringen, Kleinliebringen, Nahwinden, Ehrenstein et Döllstedt forment une zone autour de la rivière Deube. Au sud-ouest, autour du Singener Berg, point culminant du territoire communal, il y a  Geilsdorf, Gösselborn, Singen, Dörnfeld an der Ilm, Cottendorf, Traßdorf, Griesheim et Hammersfeld qui formaient la commune de Singerberg. Au nord-ouest, la commune de Niederwillingen comprenait les villages de Niederwillingen, Oberwillingen, Behringen et Hohes Kreuz dans la vallée de la Wipfra, un affluent de la Gera.
| Wipfratal | Bösleben-Wüllersleben Stadtilm Witzleben | Kranichfeld   |
|           | Ilmtal                                   | Remda-Teichel |
| Wolfsberg | Königsee-Rottenbach                      |               |

## Histoire
La commune d'Ilmtal est née en juillet 1996 de la fusion des communes de Dienstedt-Hettstedt, Ehrenstein, Großliebringen, Nahwinden, Niederwillingen et Singerberg. Dans les années 1990, la population augmente du fait de l'étalement urbain. Le 6 juillet 2018 Ilmtal rejoint la commune de Stadtilm.

## Infrastructure
Ilmtal se trouve sur la Bundesautobahn 71, la Bundesstraße 87 et la ligne d'Arnstadt à Saalfeld.

## Source, notes et références
1. ↑  (de) « Thüringer Gesetz zur freiwilligen Neugliederung kreisangehöriger Gemeinden im Jahr 2018 und zur Änderung des Thüringer Gesetzes über die kommunale Doppik. § 12 Stadt Stadtilm und Gemeinde Ilmtal (Ilm-Kreis) », Thüringer Gesetz- und Verordnungsblatt, no 7,‎ 2018 (www.parldok.thueringen.de/ParlDok/dokument/67667/gesetz_und_verordnungsblatt_nr_07_2018.pdf)

- (de) Cet article est partiellement ou en totalité issu de l’article de Wikipédia en allemand intitulé « Ilmtal » (voir la liste des auteurs).